# Dalğa Arena
De Dalğa Arena is een stadion in de Azerbeidzjaanse hoofdstad Bakoe, dat wordt gebruikt door het Azerbeidzjaans voetbalelftal en de lokale voetbalclub Ravan Bakoe.
Het stadion telt 6.500 zitplaatsen en werd op 6 juni 2011 officieel geopend door Sepp Blatter en Michel Platini, de toenmalige voorzitters van respectievelijk de FIFA en de UEFA.
Premyer Liqası:
AZAL Arena (AZAL PFK) ·
Bakcell Arena (Neftçi Bakoe) ·
Bayilstadion (Ravan Bakoe) ·
FK Bakoe's trainingscomplex (FK Bakoe) ·
Stadsstadion Gabala (Qäbälä PFK) ·
Stadsstadion Lankaran (FK Xəzər Lənkəran) ·
Mehdi Huseynzadestadion (Sumqayıt PFK) ·
Shafastadion (FK Inter Bakoe) ·
Tofikh Bakhramovstadion (FK Qarabağ) ·
Stadsstadion Zaqatala (FK Simurq Zaqatala)